# Port lotniczy Marakei
Port lotniczy Marakei (ICAO: MZK, ICAO: NGMK) – port lotniczy położony na atolu Marakei, w Kiribati.